# In the Earth
In the Earth (estilitzada com IN THE EⱯRTH) és una pel·lícula de terror psicològic de ciència-ficció del 2021 escrita i dirigida per Ben Wheatley. La pel·lícula és protagonitzada per Joel Fry, Reece Shearsmith, Hayley Squires, Ellora Torchia, John Hollingworth, i Mark Monero.
In the Earth es va estrenar al Festival de Cinema de Sundance el 29 de gener de 2021, i es va estrenar a Amèrica del Nord el 16 d'abril de 2021 per Neon.

## Argument
Martin Lowery és un científic enviat a un lloc avançat controlat pel govern mentre una pandèmia no especificada ha assolit el país. El lloc avançat es troba en una zona boscosa inusualment fèrtil fora de Bristol per ajudar en els estudis i experiments de la seva antiga col·lega i ex-amant Olivia Wendle sobre l'ús de micorriza per augmentar l'eficiència dels cultius. Després d'aprovar un examen físic i conèixer la seva guia del parc Alma, s'assabenta de la llegenda local de Parnag Fegg, un esperit del bosc. L'endemà al matí, Martin i Alma comencen la seva caminada de dos dies cap al lloc d'Olivia.
L'Alma informa a Martin que fa mesos que no se sap de l'Olivia. La parella es troba amb una tenda abandonada, amb la resta d'articles que indiquen que pertanyia a una família. La nit següent, Martin descobreix una erupció al braç abans que ell i l'Alma siguin atacats per assaltants desconeguts que també assalten el seu campament, destrueixen el seu equipament, els roben les sabates i saquegen alguns dels seus subministraments. Sense les sabates, Martin es talla malament el peu.
Se'ls acosta en Zach, un home que viu al bosc que s'ofereix a prestar unes sabates a la parella. Portant-los al seu propi càmping, Zach desinfecta i cus la ferida d'en Martin i els dóna menjar i beguda. Martin i Alma comencen a perdre el coneixement i s'adonen que han estat sedats. Mentre estan inconscients, en Zach els fa fotografies rituals amb roba i posicions estranyes i posa un símbol estrany i una tripa d'animal al braç d'en Martin.
En despertar-se, Zach descriu el símbol com una marca que ha de veure una presència al bosc, afirmada per ell que una vegada va ser un antic bruixot que va col·locar la seva essència en un menhir en algun lloc del bosc. El peu d'en Martin s'infecta a causa de la seva ferida i Zach s'amputa descuidadament alguns dels seus dits amb una destral.
Alma adquireix una fulla descartada per alliberar-se a ella i en Martin abans d'atacar en Zach. Martin i Alma fugen, però se separen. Zach persegueix en Martin, que es troba amb un parell de cossos, que se suposa que són els propietaris del campament abandonat. Després de trobar-se amb la pedra, Martin és trobat i rescatat per Olivia. L'Alma es dirigeix de manera independent al campament, i en Zach es veu allunyat pel so amplificat i les llums instal·lades al voltant del lloc de l'Olivia.
L'endemà al matí, l'Olivia cauteritza el peu d'en Martin mentre explica el seu projecte. Ella revela que Zach és el seu exmarit i que la parella seguia les indicacions d'un llibre centenari amb pàgines encara més antigues que el llibre. Ell l'havia estat ajudant a intentar comunicar-se amb l'entitat que projecta a través del pedra, utilitzant les llums i el soroll d'una caixa de ressonància electrònica, però va desaprovar la seva aproximació i va marxar. Incapaç de confiar en l'Olivia i tement que Zach encara els persegueixi, Alma intenta convèncer en Martin que han de marxar. Encara atret per l'Olivia, es resisteix a fer-ho, ja que ella es nega a abandonar la seva recerca.
L'endemà al matí, el lloc està envoltat per una espessa boira que conté espores de fongs, que les atrapa. Envien l'Alma a través de la boira amb un vestit de material perillós, però les espores passen a través de la seva roba protectora i la sotmeten a visions horroroses. Aquella nit, la boira continua tancant-se al lloc quan Zach arriba, dient-los que es comuniquin amb la pedra dempeus utilitzant els sons i les llums, així com que consumeixin un "sagrament", una barreja de bolets mòlts a què es fa al·lusió al llibre.
Martin accepta beure el sagrament i espera que faci efecte. Zach embosca a Alma i es prepara per sacrificar en Martin. L'Alma torna al campament, on troba l'Olivia a la seva tenda envoltada de fotografies escenificades d'ella i de les víctimes de Zach. L'Olivia ataca l'Alma, però en Zach escolta la seva lluita i torna al campament, on Alma el mata. Aleshores persegueix a l'Olivia fins a la pedra de peu mentre la boira s'apodera del campament, i tots estan sotmesos a més visions, les micorrizes es comuniquen directament amb elles.
Al matí, l'Alma i l'Olivia han emergit de les seves visions d'un altre món i es troben lluny de la pedra, aturdides. L'Olivia s'ensorra, superada per la sorpresa. L'Alma es dirigeix cap a Martin, que, dormint al costat de la pedra, es desperta per veure-la inclinada sobre ell. Parlant amb una veu distorsionada, s'ofereix a guiar-lo fora del bosc.

## Repartiment
- Joel Fry com a Martin Lowery
- Reece Shearsmith com a Zach
- Hayley Squires com a Olivia Wendle
- Ellora Torchia com Alma
- John Hollingworth com a James
- Mark Monero com a Frank

## Producció
El setembre de 2020, Ben Wheatley va anunciar que havia escrit i dirigit una pel·lícula de terror durant 15 dies a l'agost. El novembre de 2020, es va anunciar que el repartiment incloïa Joel Fry, Ellora Torchia, Hayley Squires i Reece Shearsmith, i que Neon s'havia de distribuir als Estats Units.
Clint Mansell, que ha treballat amb el director Ben Wheatley en les seves pel·lícules anteriors, va compondre la banda sonora de la pel·lícula. Lakeshore Records i Invada Records han publicat la banda sonora.
A continuació, In the Earth es va publicar en Blu-ray i DVD el 25 d'octubre de 2021 per Universal Pictures Home Entertainment (a través de Warner Bros. Home Entertainment) al Regne Unit.

## Llançament
La pel·lícula es va estrenar al Festival de Cinema de Sundance de 2021 el 29 de gener de 2021 i es va estrenar als cinemes el 16 d'abril de 2021. Va ser llançat en vídeo a la carta el 7 de maig de 2021.

### Resposta crítica
A Rotten Tomatoes, la pel·lícula té una puntuació d'aprovació del 80% basada en 170 crítiques, amb una puntuació mitjana de 6,8/10. El consens dels crítics del lloc diu: "El desolador calidoscopi de l'horror a In The Earth és una meditació sobre les pors pandèmiques residuals que persegueixen la humanitat." A Metacritic, la pel·lícula té una puntuació mitjana ponderada de 63 sobre 100, basada en 35 crítics, indicant "crítiques generalment favorables".
Peter Bradshaw de The Guardian va donar a la pel·lícula una puntuació de 4/5 estrelles, i va escriure que "ens porta de tornada al món clàssic de Wheatley, de raresses ocultes i de culte de la pel·lícula britànica, amb un nova dimensió tòpica de la paranoia pandèmica". Mark Kermode també va donar a la pel·lícula una puntuació de 4/5 estrelles a la seva ressenya per The Observer, dient que "combina humor i terror d'una manera terriblement enganyosa, sobretot durant una seqüència d'amputació esgotadorament estesa que us farà retorçar-vos, riure i fer-vos una mueca alhora." Linda Marric de The Jewish Chronicle també va donar a la pel·lícula una puntuació de 4/5 estrelles, descrivint com "una oferta brillantment imaginada, ben actuada i completament convincent d'un escriptor-director que està molt per sobre de la resta quan es tracta de produccions de terror a petita escala."
Clarisse Loughrey de The Independent va donar a la pel·lícula una puntuació de 3/5 estrelles, escrivint: "In the Earth és una pel·lícula de terror amb dents afilades com a navalla, encara que la relativa feblesa darrere aquesta façana traeix el seu inici de moment." Robbie Collin de The Daily Telegraph va donar a la pel·lícula una puntuació de 5/5 estrelles, descrivint-la com "una pel·lícula escandalosamente entretinguda que se sent completament arrelada a l'època desolada en què es va fer." Barry Hertz de The Globe and Mail va escriure: "Tot i que espero no veure mai, mai més In the Earth, també he d'admetre que n'admiro algunes parts", i va elogiar l'ús a la pel·lícula d'humor fosc. Matt Zoller Seitz de RogerEbert.com va donar a la pel·lícula una puntuació de 3/4 estrelles, escrivint: "Tot i que algunes seccions se senten precipitades i es desfà al final, cada part és memorable."
Michael O'Sullivan de The Washington Post va ser més crític amb la pel·lícula, donant-li una puntuació d'1,5/4 estrelles. Va escriure que l'escenari de la pel·lícula "s'assembla més a un parc suburbà tranquil que a l' "entorn hostil" del bosc primigeni com es descriu", i va afegir: "la pel·lícula no té res interessant a dir sobre les pandèmies". Randy Myers de The Mercury News va donar a la pel·lícula una puntuació de 2/4 estrelles, escrivint: "Tot i que no té el punxó temàtic de [Ben Wheatley] High Rise, Earth mereix punts per originalitat, però creix tambaleant al seu final." Kevin Maher de The Times va donar a la pel·lícula una puntuació de 2/5 estrelles, descrivint-la com un final amb "una explosió prolongada de psicodèlia de foc ràpid que semblava una narració escandalosa d'evasió."
Dread Corps, un lloc web de terror amb seu al Regne Unit, també va donar a In the Earth una ressenya més crítica amb una puntuació de 43/100, afirmant: "In the Earth no aconsegueix deixar una impressió duradora i no assolir tot el seu potencial, especialment d'un director i un repartiment tan talentosos".